# Grand Prix automobile de Monaco 2024
GP précédent GP suivant
Le Grand Prix automobile de Monaco 2024 (Formula 1 Grand Prix de Monaco 2024), disputé le 26 mai 2024 sur le circuit de Monaco, est la 1109e épreuve du championnat du monde de Formule 1 courue depuis 1950. Il s'agit de la soixante-dixième édition du Grand Prix de Monaco comptant pour le championnat du monde de Formule 1 et de la huitième manche du championnat 2024.
Pour son Grand Prix national, Charles Leclerc réalise la vingt-quatrième pole position de sa carrière et met fin à la série de huit départs en tête consécutifs de Max Verstappen, en se montrant le plus rapide lors de ses deux tentatives en Q3 au volant de sa Ferrari SF-24 ; il s'agit de sa troisième pole position à Monaco après 2021 et 2022, aucune n'ayant été convertie en victoire ou en podium. Les Red Bull RB20 étant en difficulté sur le tracé de la principauté (Sergio Pérez éliminé en Q1 et Verstappen sixième), les Ferrari et McLaren prennent la lumière, Oscar Piastri partant en première ligne tandis que la deuxième est composée de Carlos Sainz et Lando Norris. Cinquième, George Russell devance le leader du championnat sur la troisième ligne. Lewis Hamilton place sa W15 juste derrière, accompagné en quatrième ligne par Yuki Tsunoda. Alexander Albon et Pierre Gasly, qui composent la cinquième ligne, sont les premiers pilotes de leurs écuries, Williams et Alpine à atteindre la Q3 cette saison.
À l'issue d'une épreuve où les dix premiers au départ sont les mêmes à l'arrivée, Charles Leclerc remporte la victoire dont il a toujours rêvé, devant son public, sa famille et ses amis, arrachant même des larmes au Prince Albert II. Il obtient le sixième succès de sa carrière en contrôlant Oscar Piastri durant toute la course tandis que son coéquipier Carlos Sainz termine troisième en se protégeant, ralentissant Lando Norris juste derrière lui. Cette victoire de prestige vaut à Leclerc et à Frédéric Vasseur une plongée festive dans le port monégasque.  
Juste après le départ, à la sortie de Sainte-Dévote, Sainz touche le flanc de la monoplace de Piastri et crève son pneu avant gauche ce qui le contraint à s'immobiliser dans l'échappatoire de Massenet. Plus loin dans un peloton qui s'engage dans la montée de Beau Rivage, Kevin Magnussen tente de s'infiltrer entre Sergio Pérez et le rail ; les monoplaces se touchent, partent en toupie, accrochant au passage Nico Hülkenberg qui ne peut les éviter. La RB20 est pulvérisée, les deux Haas au tapis et la piste jonchée de débris. Juste avant que ne soit brandi le drapeau rouge, Esteban Ocon attaque son coéquipier Pierre Gasly au virage du Portier, faute de place, l'Alpine d'Ocon s'engrène avec la roue avant de Gasly, décolle et retombe lourdement. Si Gasly peut continuer la course, Ocon, jugé coupable de l'accrochage, abandonne et écope d'une pénalité de cinq places de recul sur la grille de départ de Montréal. L'interruption de quarante-cinq minutes, durant laquelle les commissaires réparent notamment le rail à Beau Rivage, permet à Sainz de conserver le bénéfice de sa troisième place lors du second départ et aux pilotes partis en gommes medium de les changer pour des composants durs, avec la possibilité de rallier l'arrivée sans nouvel arrêt. 
Au deuxième départ, dès le premier tour, le scénario de la course se met en place. En tête, Leclerc ménage ses pneus en accélérant uniquement aux endroits stratégiques pour empêcher Piastri de l'attaquer. L'écart se maintient ainsi autour de la seconde durant la majeure partie de l'épreuve. Derrière eux, Sainz ralentit Norris avec un objectif bien précis : le Britannique ne doit pas creuser un écart de plus de dix-neuf secondes sur Russell, en cinquième position, pour éviter qu'il puisse bénéficier d'un « arrêt gratuit » et devenir une menace pour les Ferrari. Sainz exécute parfaitement ce plan et ainsi, se protège. Leclerc va, dans les dix derniers tours, augmenter son rythme de course et repousser Piastri à plus de huit secondes en trois boucles. Il triomphe devant le drapeau à damier brandi par Kylian Mbappé, sous les vivats de la foule ; il est par ailleurs élu pilote du jour.
Sixième et septième, Verstappen et Hamilton, ayant creusé un écart suffisant sur leurs poursuivants, se chaussent de pneus neufs après le cinquantième tour dans le but marquer le point dévolu au détenteur du meilleur tour en course, le dernier mot revenant au pilote Mercedes dans son soixante-troisième tour ; Verstappen, censé rattraper Russell, n'y parvient pas. Tandis que les sept premiers se tiennent en quatorze secondes à l'arrivée, Tsunoda convertit sa bonne position sur la grille en prenant quatre points, à un tour du vainqueur. Albon marque les premiers points de Williams cette saison et termine devant Gasly qui hérite du dernier point en jeu. Tous les autres, qui ont offert les seuls dépassements de la course en fond de peloton, finissent à deux tours. 
L'avance de Verstappen (169 points) en tête du championnat se réduit à 31 points sur Leclerc (138 points) alors que Norris (113 points) et Sainz (108 points) dépassent Pérez (107 points) qui recule au cinquième rang. Piastri (71 points) continue sa progression devant Russell (54 points), Hamilton (42 points), Alonso (33 points) et Tsunoda, dixième avec 19 points. Chez les constructeurs, Ferrari (252 points) se rapproche du leader Red Bull (276 points). Au troisième rang, McLaren (184 points) continue d'accumuler les gros points, presque le double de Mercedes (96 points), détaché par rapport à Aston Martin (44 points). Racing Bulls (24 points) est sixième, suivi par Haas (7 points), Williams qui ouvre son score, et Alpine (2 points) ; seul Kick Sauber n'a pas encore marqué.

## Pneus disponibles
| Pneus pour piste sèche | Pneus pour piste sèche | Pneus pour piste sèche | Pneus pluie    | Pneus pluie |
| ---------------------- | ---------------------- | ---------------------- | -------------- | ----------- |
| Durs (Type C3)         | Medium (Type C4)       | Tendres (Type C5)      | Intermédiaires | Pluie       |

## Essais libres

### Première séance, le vendredi de 13 h 30 à 14 h 30
| Pos. | Pilote          | Voiture               | Chrono         | Écart     |
| ---- | --------------- | --------------------- | -------------- | --------- |
| 1    | Lewis Hamilton  | Mercedes              | 1 min 12 s 169 |           |
| 2    | Oscar Piastri   | McLaren-Mercedes      | 1 min 12 s 198 | + 0 s 029 |
| 3    | George Russell  | Mercedes              | 1 min 12 s 295 | + 0 s 126 |
| 4    | Lando Norris    | McLaren-Mercedes      | 1 min 12 s 396 | + 0 s 227 |
| 5    | Charles Leclerc | Ferrari               | 1 min 12 s 397 | + 0 s 228 |
| 6    | Fernando Alonso | Aston Martin-Mercedes | 1 min 12 s 775 | + 0 s 606 |

- La session est interrompue au drapeau rouge à un quart d'heure de son terme après que Zhou Guanyu a tapé le rail à la sortie du virage de Sainte Devote et laisse des morceaux d'aileron à la sortie du premier virage ; Charles Leclerc endommage le fond plat de sa Ferrari SF-24 en récupérant des débris de carbone laissés par la monoplace du Chinois[3].

### Deuxième séance, le vendredi de 17 h à 18 h
| Pos. | Pilote           | Voiture               | Chrono         | Écart     |
| ---- | ---------------- | --------------------- | -------------- | --------- |
| 1    | Charles Leclerc  | Ferrari               | 1 min 11 s 278 |           |
| 2    | Lewis Hamilton   | Mercedes              | 1 min 11 s 466 | + 0 s 188 |
| 3    | Fernando Alonso  | Aston Martin-Mercedes | 1 min 11 s 753 | + 0 s 475 |
| 4    | Max Verstappen   | Red Bull-Honda RBPT   | 1 min 11 s 813 | + 0 s 535 |
| 5    | Lando Norris     | McLaren-Mercedes      | 1 min 11 s 953 | + 0 s 675 |
| 6    | Carlos Sainz Jr. | Ferrari               | 1 min 11 s 962 | + 0 s 684 |

- Le directeur de course Niels Wittich modifie les règles de placement dans la file d'attente des stands ; désormais, les pilotes doivent avoir une roue au-delà de la ligne jaune qui sépare les stands de la voie des stands pour prétendre à une position définie dans la file d’attente : « Après le début ou la reprise d'une séance d’essais libres, d'une séance de qualification ou d'une séance de qualification sprint, s'il existe un espace suffisant dans la file d'attente des voitures sur la voie rapide, de sorte qu’un pilote puisse se fondre dans la voie rapide en toute sécurité sans gêner les voitures déjà présentes sur la voie rapide, il est libre de le faire[5]. »

### Troisième séance, le samedi de 12 h 30 à 13 h 30
| Pos. | Pilote          | Voiture             | Chrono         | Écart     |
| ---- | --------------- | ------------------- | -------------- | --------- |
| 1    | Charles Leclerc | Ferrari             | 1 min 11 s 369 |           |
| 2    | Max Verstappen  | Red Bull-Honda RBPT | 1 min 11 s 566 | + 0 s 197 |
| 3    | Lewis Hamilton  | Mercedes            | 1 min 11 s 710 | + 0 s 341 |
| 4    | Oscar Piastri   | McLaren-Mercedes    | 1 min 11 s 901 | + 0 s 532 |
| 5    | Sergio Pérez    | Red Bull-Honda RBPT | 1 min 11 s 923 | + 0 s 554 |
| 6    | George Russell  | Mercedes            | 1 min 11 s 968 | + 0 s 599 |

- Valtteri Bottas tape le rail à la sortie des esses de la Piscine et casse sa suspension avant droite ; il tire alors tout droit au virage de la Rascasse avec son demi-train plié et abandonne sa Kick Sauber C44 en travers de la piste. La session est interrompue au drapeau rouge pour permettre l'évacuation de la monoplace. La séance est ensuite relancée pour quarante minutes[7].

## Séance de qualifications

### Résultats des qualifications
| Pos. | Pilote           | Écurie                  | Qualifications 1 | Qualifications 2 | Qualifications 3 |
| --- | ---------------- | ----------------------- | ---------------- | ---------------- | ---------------- |
| 1 | Charles Leclerc  | Ferrari                 | 1 min 11 s 584   | 1 min 10 s 825   | 1 min 10 s 270   |
| 2 | Oscar Piastri    | McLaren-Mercedes        | 1 min 11 s 500   | 1 min 10 s 756   | 1 min 10 s 424   |
| 3 | Carlos Sainz Jr. | Ferrari                 | 1 min 11 s 543   | 1 min 11 s 075   | 1 min 10 s 518   |
| 4 | Lando Norris     | McLaren-Mercedes        | 1 min 11 s 760   | 1 min 10 s 732   | 1 min 10 s 542   |
| 5 | George Russell   | Mercedes                | 1 min 11 s 492   | 1 min 10 s 929   | 1 min 10 s 543   |
| 6 | Max Verstappen   | Red Bull-Honda RBPT     | 1 min 11 s 711   | 1 min 10 s 745   | 1 min 10 s 567   |
| 7 | Lewis Hamilton   | Mercedes                | 1 min 11 s 528   | 1 min 11 s 056   | 1 min 10 s 621   |
| 8 | Yuki Tsunoda     | Racing Bulls-Honda RBPT | 1 min 11 s 852   | 1 min 11 s 106   | 1 min 10 s 858   |
| 9 | Alexander Albon  | Williams-Mercedes       | 1 min 11 s 623   | 1 min 11 s 216   | 1 min 10 s 948   |
| 10 | Pierre Gasly     | Alpine-Renault          | 1 min 11 s 714   | 1 min 10 s 896   | 1 min 11 s 311   |
| 11 | Esteban Ocon     | Alpine-Renault          | 1 min 11 s 887   | 1 min 11 s 285   |                  |
| Dsq. | Nico Hülkenberg  | Haas-Ferrari            | 1 min 11 s 876   | 1 min 11 s 440   |                  |
| 12 | Daniel Ricciardo | Racing Bulls-Honda RBPT | 1 min 11 s 785   | 1 min 11 s 482   |                  |
| 13 | Lance Stroll     | Aston Martin-Mercedes   | 1 min 11s 728    | 1 min 11 s 563   |                  |
| Dsq. | Kevin Magnussen  | Haas-Ferrari            | 1 min 11 s 832   | 1 min 11 s 725   |                  |
| 14 | Fernando Alonso  | Aston Martin-Mercedes   | 1 min 12 s 019   |                  |                  |
| 15 | Logan Sargeant   | Williams-Mercedes       | 1 min 12 s 020   |                  |                  |
| 16 | Sergio Pérez     | Red Bull-Honda RBPT     | 1 min 12 s 060   |                  |                  |
| 17 | Valtteri Bottas  | Kick Sauber-Ferrari     | 1 min 12 s 512   |                  |                  |
| 18 | Zhou Guanyu      | Kick Sauber-Ferrari     | 1 min 13 s 028   |                  |                  |
| Temps minimal à réaliser pour la qualification : 1 min 16 s 496 (107 % du meilleur temps en Q1 : 1 min 11 s 492) |                  |                         |                  |                  |                  |

### Grille de départ
- Les pilotes de l'écurie Haas F1 Team, Nico Hülkenberg et Kevin Magnussen, auteurs des douzième et quinzième temps, sont disqualifiés pour non conformité de leurs monoplaces dont l'aileron arrière mobile dépasse la tolérance maximale d'ouverture[9],[10]. L'équipe explique qu'il s'agit d'une erreur de réglage de l'écartement des volets de l'aileron, de conception nouvelle et qui était utilisé pour la première fois, l'aileron en lui-même étant conforme. Hülkenberg et Magnussen perdent donc le crédit de leur temps et s'élancent depuis les deux dernières places de la grille, l'Allemand devant le Danois[11],[12],[13].

## Course

### Classement de la course
| Pos. | no | Pilote           | Écurie                  | Tours | Temps/Abandon                      | Grille | Points |
| ---- | -- | ---------------- | ----------------------- | ----- | ---------------------------------- | ------ | ------ |
| 1    | 16 | Charles Leclerc  | Ferrari                 | 78    | 2 h 23 min 15 s 554 (109,013 km/h) | 1      | 25     |
| 2    | 81 | Oscar Piastri    | McLaren-Mercedes        | 78    | + 7 s 152                          | 2      | 18     |
| 3    | 55 | Carlos Sainz Jr. | Ferrari                 | 78    | + 7 s 585                          | 3      | 15     |
| 4    | 4  | Lando Norris     | McLaren-Mercedes        | 78    | + 8 s 650                          | 4      | 12     |
| 5    | 63 | George Russell   | Mercedes                | 78    | + 13 s 309                         | 5      | 10     |
| 6    | 1  | Max Verstappen   | Red Bull-Honda RBPT     | 78    | + 13 s 853                         | 6      | 8      |
| 7    | 44 | Lewis Hamilton   | Mercedes                | 78    | + 14 s 908                         | 7      | 6 + 1  |
| 8    | 22 | Yuki Tsunoda     | Racing Bulls-Honda RBPT | 77    | + 1 tour                           | 8      | 4      |
| 9    | 23 | Alexander Albon  | Williams-Mercedes       | 77    | + 1 tour                           | 9      | 2      |
| 10   | 10 | Pierre Gasly     | Alpine-Renault          | 77    | + 1 tour                           | 10     | 1      |
| 11   | 14 | Fernando Alonso  | Aston Martin-Mercedes   | 76    | + 2 tours                          | 14     |        |
| 12   | 3  | Daniel Ricciardo | Racing Bulls-Honda RBPT | 76    | + 2 tours                          | 12     |        |
| 13   | 77 | Valtteri Bottas  | Kick Sauber-Ferrari     | 76    | + 2 tours                          | 17     |        |
| 14   | 18 | Lance Stroll     | Aston Martin-Mercedes   | 76    | + 2 tours                          | 13     |        |
| 15   | 2  | Logan Sargeant   | Williams-Mercedes       | 76    | + 2 tours                          | 15     |        |
| 16   | 24 | Zhou Guanyu      | Kick Sauber-Ferrari     | 76    | + 2 tours                          | 18     |        |
| Abd. | 31 | Esteban Ocon     | Alpine-Renault          | 1     | Accrochage                         | 11     |        |
| Abd. | 11 | Sergio Pérez     | Red Bull-Honda RBPT     | 1     | Carambolage                        | 16     |        |
| Abd. | 27 | Nico Hülkenberg  | Haas-Ferrari            | 1     | Carambolage                        | 19     |        |
| Abd. | 20 | Kevin Magnussen  | Haas-Ferrari            | 1     | Carambolage                        | 20     |        |

- Esteban Ocon écope d’une pénalité de 10 secondes à la suite d'un accrochage avec son coéquipier Pierre Gasly dans le premier tour ; Ocon ayant abandonné en raison de cet accrochage, cette pénalité est convertie en cinq places de recul sur la grille de départ du prochain Grand Prix[15].

### Pole position et record du tour
- Pole position :  Charles Leclerc (Ferrari) en 1 min 10 s 270 (170,958 km/h)[16].
- Meilleur tour en course :  Lewis Hamilton (Mercedes) en 1 min 14 s 165 (161,979 km/h) au soixante-troisième tour ; septième de la course, il remporte le point bonus associé[17].

### Tours en tête
- Charles Leclerc (Ferrari) :  78 tours (1-78)[18].

## Classements généraux à l'issue de la course
| Pos. | Pilote           | Écurie                  | Points |
| ---- | ---------------- | ----------------------- | ------ |
| 1    | Max Verstappen   | Red Bull-Honda RBPT     | 169    |
| 2    | Charles Leclerc  | Ferrari                 | 138    |
| 3    | Lando Norris     | McLaren-Mercedes        | 113    |
| 4    | Carlos Sainz Jr. | Ferrari                 | 108    |
| 5    | Sergio Pérez     | Red Bull-Honda RBPT     | 107    |
| 6    | Oscar Piastri    | McLaren-Mercedes        | 71     |
| 7    | George Russell   | Mercedes                | 54     |
| 8    | Lewis Hamilton   | Mercedes                | 42     |
| 9    | Fernando Alonso  | Aston Martin-Mercedes   | 33     |
| 10   | Yuki Tsunoda     | Racing Bulls-Honda RBPT | 19     |
| 11   | Lance Stroll     | Aston Martin-Mercedes   | 11     |
| 12   | Oliver Bearman   | Ferrari                 | 6      |
| 13   | Nico Hulkenberg  | Haas-Ferrari            | 6      |
| 14   | Daniel Ricciardo | Racing Bulls-Honda RBPT | 5      |
| 15   | Alexander Albon  | Williams-Mercedes       | 2      |
| 16   | Esteban Ocon     | Alpine-Renault          | 1      |
| 17   | Kevin Magnussen  | Haas-Ferrari            | 1      |
| 18   | Pierre Gasly     | Alpine-Renault          | 1      |

| Pos. | Écurie                  | Points |
| ---- | ----------------------- | ------ |
| 1    | Red Bull-Honda RBPT     | 276    |
| 2    | Ferrari                 | 252    |
| 3    | McLaren-Mercedes        | 184    |
| 4    | Mercedes                | 96     |
| 5    | Aston Martin-Mercedes   | 44     |
| 6    | Racing Bulls-Honda RBPT | 24     |
| 7    | Haas-Ferrari            | 7      |
| 8    | Williams-Mercedes       | 2      |
| 9    | Alpine-Renault          | 2      |

## Statistiques
Le Grand Prix de Monaco 2024 représente :
- la 24e pole position de Charles Leclerc qui met fin aux séries records établies par  Max Verstappen lors de l'épreuve précédente[21],[22],[23] ;
- la 250e pole position de Ferrari[24] ;
- la 6e victoire de Charles Leclerc, sa première depuis le Grand Prix d'Autriche 2022[25] ;
- la 245e victoire pour Ferrari en tant que constructeur[26] ;
- la 246e victoire pour Ferrari en tant que motoriste[27].

Au cours de ce Grand Prix :
- Charles Leclerc est le premier Monégasque à remporter son Grand Prix national depuis la création du championnat du monde en 1950, quatre-vingt-treize ans après la victoire de Louis Chiron en 1931[28] ;
- Charles Leclerc est élu « pilote du jour » à l'issue d'un vote organisé sur le site officiel de la Formule 1[29] ;
- Charles Leclerc passe la barre des 1 200 points inscrits en Formule 1 (1 212 points)[30] ;
- Derek Warwick (146 départs en Grands Prix entre 1981 et 1993, quatre podiums, 71 points inscrits) est nommé conseiller par la FIA pour aider dans leurs jugements le groupe des commissaires de course[31].